# Elektrofiltration
Die Elektrofiltration ist eine Methode, in der die Membranfiltration mit der Elektrophorese in einem Dead-End Prozess kombiniert wird.
Die Elektrofiltration hat sich als geeignetes Verfahren zur Konzentrierung und Fraktionierung von Biopolymeren erwiesen. Der für die Filtration hinderliche Deckschichtaufbau auf der Filtermembran kann durch ein elektrisches Feld verringert oder gar verhindert werden und so die Performance der Filtration, aber auch deren Selektivität (bei Fraktionierungen) gesteigert werden. Dadurch werden die Kosten im Bereich des Downstream-Prozesses von Bioprozessen deutlich gesenkt.

## Verfahren

Abbildung 1: schematische Darstellung der Elektrofiltrationskammer

Die Elektrofiltration ist ein Verfahren zur Abtrennung bzw. Aufkonzentrierung von kolloidalen Substanzen wie z. B. Biopolymeren. Das Prinzip der Elektrofiltration beruht darauf, dass einer gängigen Dead-End-Filtration ein elektrisches Feld überlagert wird. Dadurch wirkt bei geschickter Polung auf die in der Regel geladenen Biopolymere eine elektrophoretische Kraft, welche entgegengesetzt zur Widerstandskraft der Filtratströmung wirkt. Dadurch wird der Deckschichtaufbau auf der Mikro- bzw. Ultrafiltrationsmembran drastisch reduziert und die Filtrationszeit von mehreren Stunden im Fall einer Filtration auf wenige Minuten im Fall einer Elektrofiltration vermindert. Die Elektrofiltration zeigt im Vergleich zur Tangentialflussfiltration aber nicht nur einen größeren Permeatfluss, sie ist auch aufgrund der geringen Scherkraftbelastung der häufig empfindlichen Biopolymere ein besonders schonendes Abtrennverfahren.
Der Einsatz in der biotechnologischen Produktaufarbeitung ist vielversprechend, da Biopolymere einerseits schwer filtrierbar sind, aber andererseits aufgrund der häufig vorhandenen Amino- bzw. Carboxygruppen geladen sind. Bei der Elektrofiltration ist das Ziel dabei dem Kuchenaufbau entgegenzuwirken, um die Filtrationskinetik schwer filtrierbarer Produkte zu verbessern.
Wird dem Filtrationsprozess ein elektrisches Feld überlagert, kommt es zu Elektrophorese der Partikeln und zu Elektroosmose. Bei der Elektrofiltration wird der herkömmlichen Filtration dabei ein elektrisches Feld (DC) überlagert, welches parallel zu der Strömungsrichtung des Filtrats wirkt. Übersteigt die der Strömung entgegengerichtete elektrophoretische Kraft FE die hydrodynamische Widerstandskraft FW, so wandern geladene Partikel weg vom Filtermedium, so dass sich die Dicke des Filterkuchens auf der Membran deutlich reduziert.
Sind die abzutrennenden Feststoffpartikeln negativ geladen, so wandern diese zur Anode (Pluspol) und werden auf dem dortigen Filtertuch abgeschieden. Auf der Membran auf der Kathodenseite (Minuspol) entsteht demzufolge nur eine sehr dünne Deckschicht, so dass nahezu das gesamte Filtrat über diese Membran abfließt.
In Abbildung 1 ist eine schematische Darstellung einer Elektrofiltrationskammer mit gespülten Elektroden gezeigt. Für den Spülkreislauf wird eine Pufferlösung verwendet. Für diesen Vorgang wurde 2002 ein Patent erteilt.

## Grundlagen

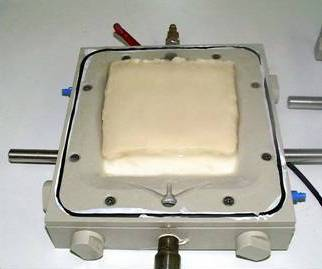
Abbildung 2: Filterkuchen von Xanthan auf der Filterplatte

Die hydrodynamische Widerstandskraft lässt sich mit dem Stokesschen Gesetz abschätzen.
{\displaystyle F_{W}=6\cdot \pi \cdot \eta \cdot {\text{r}}_{H}\cdot \nu }
Die elektrophoretische Kraft lässt sich mit dem Coulombschen Gesetz abschätzen.
{\displaystyle F_{E}=4\cdot \pi \cdot \varepsilon _{0}\cdot \varepsilon _{r}\cdot {\text{r}}_{H}\cdot \zeta \cdot {\text{E}}}
In diesen Gleichungen ist rH der hydrodynamische Radius des Kolloids, ν die elektrophoretische Wanderungsgeschwindigkeit, η dynamische Viskosität des Lösungsmittels, ε0 die Permittivität des Vakuums (elektrische Feldkonstante), εr die relative Permittivität von Wasser bei 298 K, ζ Zetapotential und E elektrisches Feld. Der hydrodynamische Radius ist dabei die Summe des Teilchenradius und der stationären Lösungsmittelgrenzschicht.
Bei der stationären elektrophoretischen Wanderung eines geladenen Kolloid, sind diese elektrische Kraft und die hydrodynamische Widerstandskraft im Gleichgewicht, und es gilt:
{\displaystyle F_{W}+F_{E}=0}
Durch diese Effekte wirkt bei der Elektrofiltration auf die Biopolymere, die geladen sein können, neben der hydrodynamischen Widerstandskraft auch die elektrische Feldkraft. Betrachtet man die Kathodenseite, so wirkt dort auf negativ geladene Teilchen die elektrische Feldkraft entgegen der hydrodynamischen Widerstandskraft. Dadurch wird auf dieser Seite der Aufbau des Filterkuchens behindert, im günstigsten Fall bildet sich gar kein Filterkuchen. Die Feldstärke, ab der dies der Fall ist, wird als kritische Feldstärke Ekrit bezeichnet. Auch auf die Flüssigkeit wirkt eine elektrische Kraft, da diese aufgrund der Neutralitätsbedingung geladen ist. Zusätzlich zur angelegten hydraulischen Druckdifferenz wirkt also der elektroosmotische Druck Pe.
Die Erweiterung der Grundgleichung der kuchenbildenden Filtration des Darcy-Gesetz mit den elektrokinetischen Effekten durch Integration unter der Voraussetzung konstanter Werte des elektroosmotischen Druckes Pe, der kritischen Feldstärke Ekrit und der wirksamen Feldstärke E erhält man:
{\displaystyle {\frac {t}{V_{L}}}={\frac {\eta \cdot \alpha _{\text{c}}\cdot c\cdot {\frac {\left(E_{\text{krit}}-E\right)}{E_{\text{krit}}}}}{2\cdot \left(\Delta P_{H}+P_{e}\right)\cdot A^{2}}}\cdot V_{L}}
In dieser Gleichung ist αc massenspezifischer Kuchenwiderstand, c Konzentration, A Filtrationsfläche, VL Filtratvolumen, ΔPH hydraulischer Druck.
Bisherige Arbeiten im Bereich Bioverfahrenstechnik am Institut für Bio- und Lebensmitteltechnik an der Universität Karlsruhe haben gezeigt, dass die Elektrofiltration für die Konzentration geladener Biopolymere funktioniert. Sehr gute Ergebnisse wurden bereits bei der Aufreinigung des geladenen Polysaccharides Xanthan erzielt. In Abbildung 2 ist ein Filterkuchen von Xanthan gezeigt.